# Голубка, Пётр Александрович
Пётр Александрович Голубка (род. 9 мая 1989, Выгода, Ивано-Франковская область) — украинский шахматист, международный мастер (2012), гроссмейстер (2020).
Окончил Львовский государственный университет физической культуры.
Чемпион Украины (2017).

## Спортивные достижения
| Год  | Город       | Турнир                 | + | − | = | Результат | Место |
| ---- | ----------- | ---------------------- | - | - | - | --------- | ----- |
| 2003 | Симферополь | 72-й чемпионат Украины | 1 | 4 | 4 | 3 из 9    | 89    |
| 2009 | Алушта      | 78-й чемпионат Украины | 4 | 0 | 5 | 6½ из 9   | 6     |
| 2010 | Алушта      | 79-й чемпионат Украины | 4 | 2 | 3 | 5½ из 9   | 22    |
| 2017 | Житомир     | 86-й чемпионат Украины | 5 | 0 | 6 | 8 из 11   | 1     |
| 2018 | Киев        | 87-й чемпионат Украины | 2 | 3 | 4 | 4 из 9    | 8     |

## Изменения рейтинга
| Графики недоступны из-за технических проблем. См. информацию на Фабрикаторе и на mediawiki.org. |